# بياتريس كابرا
بياتريس كابرا (بالإنجليزية: Beatrice Capra)‏ مواليد 6 أبريل 1992 في ماريلاند، الولايات المتحدة، هي لاعبة كرة مضرب أمريكية تلعب باليد اليمنى وتحتل حالياً المرتبة رقم. 868 (أكتوبر 7, 2013) في تصنيف رابطة محترفات كرة المضرب. أعلى تصنيف لها في الفردي كان المركز الـ 201 في سنة 2010.

## روابط خارجية
- بياتريس كابرا على موقع رابطة محترفات التنس (الإنجليزية)
- بياتريس كابرا على موقع الاتحاد الدولي لكرة المضرب (الإنجليزية)
- بياتريس كابرا على موقع إي إس بي إن.كوم (الإنجليزية)